# It's All Coming Back to Me Now
It's All Coming Back to Me Now is een ballad, geschreven door Jim Steinman in 1983. Hij werd bij het schrijven geïnspireerd door Wuthering Heights.
Het lied was bedoeld voor het album Bat Out of Hell II van Meat Loaf in 1993. Steinman en Meat Loaf besloten echter om in plaats van dit lied, I’d Do Anything for Love (But I Won’t Do That) te gebruiken. It’s All Coming Back To Me Now werd bewaard voor Bat out of Hell III, zo liet Meat Loaf in verschillende interviews rond het uitkomen van zijn album Bat out of Hell 3 in 2006 weten. Of dit klopt is niet te achterhalen. Feit is wel dat Jim Steinman het al jaren voor het uitkomen van Bat out of Hell II gebruikte voor de cd van het door hem opgerichte Pandora's Box.
Het lied is in totaal driemaal uitgebracht: allereerst door Pandora’s Box, hierna door Céline Dion, voor haar album Falling Into You (1996). Deze versie was een enorme hit en bracht het tot plek 4 in de Nederlandse Top 40.
In oktober 2006 werd het lied opnieuw uitgebracht. Deze keer door Meat Loaf in combinatie met de Noorse zangeres Marion Raven. De single kwam na een week in de tipparade de Top 40 binnen op nummer 26. Na drie weken Top 40 was het alweer gedaan met de singlenotering.

## Videoclip
Voor alle versies is een videoclip gemaakt, waarin de dood een terugkerend thema is. De clip van Céline Dion begint met een man die op zijn motor omkomt bij een crash. Dion wordt in de rest van de clip achterna gezeten door het beeld van haar geliefde, de dode man. Ze ziet hem in de spiegel en op foto's.
De clip van Meat Loaf vertelt ongeveer hetzelfde verhaal, maar dan anders weergegeven; het wordt verteld door middel van flashbacks. In die flashbacks is de rol van Marion Raven nog levend, terug in het heden is ze dood. De reden daarvoor wordt pas op het einde duidelijk: net als in de clip van Dion is ze omgekomen bij een ongeluk.

## Hitnoteringen
| Céline Dions versie in de Nederlandse Top 40 | Céline Dions versie in de Nederlandse Top 40 | Céline Dions versie in de Nederlandse Top 40 | Céline Dions versie in de Nederlandse Top 40 | Céline Dions versie in de Nederlandse Top 40 | Céline Dions versie in de Nederlandse Top 40 | Céline Dions versie in de Nederlandse Top 40 | Céline Dions versie in de Nederlandse Top 40 | Céline Dions versie in de Nederlandse Top 40 | Céline Dions versie in de Nederlandse Top 40 | Céline Dions versie in de Nederlandse Top 40 | Céline Dions versie in de Nederlandse Top 40 | Céline Dions versie in de Nederlandse Top 40 | Céline Dions versie in de Nederlandse Top 40 | Céline Dions versie in de Nederlandse Top 40 | Céline Dions versie in de Nederlandse Top 40 |
| Week                                         | 1                                            | 2                                            | 3                                            | 4                                            | 5                                            | 6                                            | 7                                            | 8                                            | 9                                            | 10                                           | 11                                           | 12                                           | 13                                           | 14                                           | 15                                           |
| -------------------------------------------- | -------------------------------------------- | -------------------------------------------- | -------------------------------------------- | -------------------------------------------- | -------------------------------------------- | -------------------------------------------- | -------------------------------------------- | -------------------------------------------- | -------------------------------------------- | -------------------------------------------- | -------------------------------------------- | -------------------------------------------- | -------------------------------------------- | -------------------------------------------- | -------------------------------------------- |
| Nummer                                       | 23                                           | 17                                           | 15                                           | 5                                            | 4                                            | 5                                            | 6                                            | 6                                            | 10                                           | 11                                           | 17                                           | 27                                           | 33                                           | 39                                           | uit                                          |

| Meat Loafs versie in de Nederlandse Top 40 | Meat Loafs versie in de Nederlandse Top 40 | Meat Loafs versie in de Nederlandse Top 40 | Meat Loafs versie in de Nederlandse Top 40 | Meat Loafs versie in de Nederlandse Top 40 |
| Week                                       | 1                                          | 2                                          | 3                                          | 4                                          |
| ------------------------------------------ | ------------------------------------------ | ------------------------------------------ | ------------------------------------------ | ------------------------------------------ |
| Nummer                                     | 26                                         | 26                                         | 33                                         | uit                                        |

### NPO Radio 2 Top 2000
| Nummer met noteringen in de NPO Radio 2 Top 2000 | '21  | '22  | '23  | '24 |
| ------------------------------------------------ | ---- | ---- | ---- | --- |
| It's All Coming Back to Me Now (Céline Dion)     | 1337 | 1268 | 1008 | 858 |

1. ↑  Een vetgedrukt getal geeft de hoogste notering aan.
2. ↑  2021 was het eerste jaar met een notering voor dit nummer.